# 雪峰虾脊兰
雪峰虾脊兰（学名：Calanthe graciliflora var. xuefengensis）为兰科虾脊兰属下的一个变种。

## 扩展阅读
- 維基物種上的相關：雪峰虾脊兰